# Melíd uralkodóinak listája
Melíd (hellenisztikus Meliténé, ma Malatya) az észak-szíriai újhettita királyságok egyike. Már az i. e. 12. században fennállt, és az asszír hódítások vetettek véget önálló létének.
| dinasztia              | uralkodó                   | idő                           | megjegyzés                                                         |
| ---------------------- | -------------------------- | ----------------------------- | ------------------------------------------------------------------ |
| Kuzi-Teszub-dinasztia  | Kuzi-Teszub                | i. e. 12. század              | Melídben nem uralkodott, de vélhetően leszármazottai a következőek |
| Kuzi-Teszub-dinasztia  | I. PUGNUS-mili             | i. e. 12. század második fele | Kuzi-Tesub fia vagy unokája                                        |
| Kuzi-Teszub-dinasztia  | Runtija                    | i. e. 12. század vége         | PUGNUS-mili fia (Runtiya)                                          |
| Kuzi-Teszub-dinasztia  | I. Arnuvandasz             | i. e. 12. század vége         | vagy Arnuvanti, PUGNUS-mili fia (Arnuwanda, Arnuwanti)             |
| Kuzi-Teszub-dinasztia  | II. PUGNUS-mili            | i. e. 12–11. század fordulója | asszír asszír Allumari(?), Arnuvandasz fia                         |
| Kuzi-Teszub-dinasztia  | II. Arnuvandasz            | i. e. 12–11. század fordulója | II. PUGNUS-mili fia                                                |
| Kuzi-Teszub-dinasztia  | III. PUGNUS-mili           | i. e. 11–10. század körül     |                                                                    |
| CRUS+RA/I-sa-dinasztia | CRUS+RA/I-sa               | i. e. 11–10. század körül     | asszír Tarasz(?)                                                   |
| CRUS+RA/I-sa-dinasztia | Vaszuruntija               | i. e. 11–10. század körül     | CRUS+RA/I-sa fia                                                   |
| CRUS+RA/I-sa-dinasztia | Halpaszulupi               | i. e. 11–10. század körül     | Vaszuruntija fia (Ḫalpa-sulupi)                                    |
| késő-melídi uralkodók  | Szuvarimi                  | i. e. 11–10. század körül     | csak az asszír neve ismert (Suwarimi)                              |
| késő-melídi uralkodók  | Mariti                     | i. e. 11–10. század körül     |                                                                    |
| késő-melídi uralkodók  | Lalli                      | i. e. 853 – i. e. 835         |                                                                    |
| késő-melídi uralkodók  | Zakir                      | i. e. 8. század eleje         | a hamáti II. Zakir                                                 |
| késő-melídi uralkodók  | Sakhu (Sahvi?)             | i. e. 8. század eleje         | (Šaḫw[i])                                                          |
| késő-melídi uralkodók  | Khilaruada (Szahiruntija?) | kb. i. e. 784 – i. e. 760     | Sakhu fia (Ḫila-ruada)                                             |
| késő-melídi uralkodók  | Szarduri                   | i. e. 760 – i. e. 743         | az urartui II. Szarduri                                            |
| késő-melídi uralkodók  | Szulumal                   | i. e. 743 – i. e. 732         | Khilaruada fia (Sulumal)                                           |
| késő-melídi uralkodók  | Gunzinanu                  | ? – 719                       | csak II. Sarrukín évkönyveiből ismert                              |
| késő-melídi uralkodók  | Tarhunazi                  | i. e. 719 – i. e. 712 körül   | Sarrukín vazallusa (Tarḫunazi)                                     |

## Lásd még
- Újhettita királyságok